# Succinomidae
Famille
Les Succinomidae sont une famille fossile d'araignées aranéomorphes.

## Distribution
Les espèces de cette famille ont été découvertes dans de l'ambre de la mer Baltique. Elles datent du Paléogène.

## Liste des genres
Selon The World Spider Catalog 16.5 :
- †Eohalinobius Wunderlich, 2008 ;
- †Succinomus Wunderlich, 2008.

## Publication originale
- Wunderlich, 2012 : New fossil spiders (Araneae) of eight families in Eocene Baltic amber, and revisions of selected taxa. Beiträge zur Araneologie, vol. 7, p. 94–149.